# Sunifred II de Cerdagne
Pour les articles homonymes, voir Sunifred.
Sunifred II de Cerdagne, ou Seniofred, né vers 915 et mort en 968 à l'abbaye Saint-Michel de Cuxa, est un comte de Cerdagne (927-968) et de Besalú (957-968).

## Famille
Sunifred II est le fils de Miron II de Cerdagne et d'Ava de Carcassonne. Il est le frère de Guifred II de Besalú, d'Oliba Cabreta et de Miron III de Cerdagne. Il est mort sans descendance.

## Titres
Sunifred hérite à la mort de son père en 927 des comtés de Cerdagne et de Conflent. Cela inclut également le Vallespir et le comté de Berga. Il obtient la vicomté de Fenouillèdes dans les années 950.
Il hérite du comté de Besalú de son frère Guifred, assassiné en 957. Cela inclut également Ripoll. Il dote le monastère de Saint-Paul-de-Fenouillet avant 962.
Par son testament dicté à l'abbaye Saint-Michel de Cuxa, il lègue ses droits en comté de Besalú à son frère Miron III qu'il appelle "Miron le lévite"; ses biens dans "les comtés de Cerdagne tant qu'en Fenouillèdes", qui constituent son principal héritage, à son frère Oliba Cabreta. Il effectue aussi des donations à de nombreuses abbayes dont celle de Saint-Martin-Lys.